# 467
Năm 467 là một năm trong lịch Julius.